# 岡田泰蔵

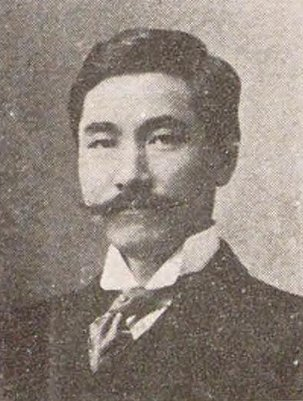
岡田泰蔵

岡田 泰蔵（おかだ たいぞう、明治元年10月16日（1868年11月29日） - 昭和28年（1953年）8月11日）は、日本の衆議院議員（立憲政友会）。弁護士。義父は京都府多額納税者、第一期及び第二期貴族院多額納税者議員互選人、衆議院議員、郡是製絲株式会社（現・グンゼ株式会社）初代社長羽室嘉右衛門。義叔父は郡是製絲株式会社（現・グンゼ株式会社）第2代社長波多野鶴吉。義弟は郡是製絲株式会社第4代社長、参議院議員波多野林一。甥は京都学派哲学研究者、大阪大学名誉教授相原信作。

## 経歴
丹後国竹野郡（のちの京都府上宇川村、現在の京丹後市）出身。1891年（明治24年）、東京法学院（現在の中央大学）を卒業し、同年に弁護士となった。1896年（明治29年）よりアメリカ合衆国に留学し、イェール大学で学位を受け、アメリカカトリック大学で修士号と博士号を得た。帰国後は神戸市で弁護士を開業し、神戸弁護士会副会長に選ばれ、さらに神戸市助役に就任した。
1908年（明治41年）、第10回衆議院議員総選挙に出馬し、当選。第11回衆議院議員総選挙でも再選された。

## 著書
- 『国民的理想』（1906年、有斐閣）
- 『立言十一章 国政夜話』（1919年、博文館）